# Tom Clancy's Rainbow Six: Rogue Spear
Tom Clancy's Rainbow Six: Rogue Spear é um jogo eletrônico do gênero Tiro em primeira pessoa tático. É o segundo da série Rainbow Six, precedendo Rainbow Six. O jogo foi desenvolvido e publicado pela Red Storm Entertainment para o Microsoft Windows em 1999. Mais tarde, foi portado para o Mac OS, PlayStation, Dreamcast e Game Boy Color. Rogue Spear é baseado nas mesmas características de seu predecessor, mas apesar de possuir o mesmo motor gráfico, de forma modificada, garantiu níveis com abundância de detalhes, ambientes de missões largos e melhores animações dos personagens. Ambientado na Sérvia onde o jogador é colocado novamente na unidade contra-terrorista, RAINBOW, contra organizações terroristas globais que, em alguns casos tomaram reféns ou que se armam com armas de destruição em massa. Rogue Spear foca no realismo, estratégia, planejamento e trabalho em equipe. Como informação adicional, "Rogue Spear" é uma palavra código que significa armas nucleares nas mãos de organizações terroristas, e é esse o foco da trama do jogo, investigar e atacar os detentores de um artefato nuclear obtido de maneira ilegal.